# Młock-Kopacze
Młock-Kopacze (prononciation : [ˈmwɔt͡sk kɔˈpat͡ʂɛ]) est un village polonais de la gmina d'Ojrzeń dans le powiat de Ciechanów de la voïvodie de Mazovie dans le centre-est de la Pologne.
Il se situe à environ 7 kilomètres à l'ouest d'Ojrzeń (siège de la gmina), 16 kilomètres au sud-ouest de Ciechanów (siège du powiat) et à 74 kilomètres au nord-ouest de Varsovie (capitale de la Pologne).

## Histoire
De 1975 à 1998, le village appartenait administrativement à la voïvodie de Ciechanów.